# Louis Diamond
Pour les articles homonymes, voir Diamond.
Louis Klein Diamond, né le 11 mai 1902 et mort le 14 juin 1999, est un pédiatre et hématologue américain.

## Biographie
Louis Klein Diamond né le 11 mai 1902 en Ukraine, dans l'Empire russe, est le fils d'Eleazor Diamond et de Lena Klein Diamond.
Après avoir émigré aux États-Unis avec ses parents à l'âge de deux ans, il grandit à Manhattan. Il entre à l'Université Harvard en 1919. Il s'intéresse d'abord à la chimie, il passe les étés en travaillant comme moniteur de camp en Nouvelle-Angleterre, cela contribue à susciter un intérêt dans le domaine de la pédiatrie.
Il meurt le 14 juin 1999.